# Hellissandur
Hellissandur je vesnice na západě Islandu, na poloostrově Snæfellsnes, u města Ólafsvík. Žije zde 406 obyvatel.[zdroj?]
Původně rybářská osada se stala turistickým centrem. Mezi místní pamětihodnosti patří námořní muzeum, v němž je vystavena nejstarší islandská veslice z roku 1826, a několik domů s typickou drnovou střechou. Nedaleko vsi se pak nachází ledovec Snæfellsjökull a rozhlasový stožár Hellissandur, která je s 412 metry jednou z nejvyšších staveb v Evropě.